# غوريو تحت حكم المغول
يشير غوريو تحت حكم المغول إلى حكم الإمبراطورية المغولية، وتحديدًا سلالة يوان المنغولية التي حكمت شبه الجزيرة الكورية من عام 1270 حتى عام 1356. بعد غزو المغول لكوريا واستسلام سلالة غوريو الكورية في القرن الثالث عشر، أصبحت غوريو دولة تابعة شبه مستقلة وحليفًا إلزاميًا لسلالة يوان لمدة ثمانين عام تقريبًا. ولقد سُـمِح للسلالة الحاكمة في غوريو بأن تحكم كوريا باعتبارها فرقًا تابعة لليوان، الذي أسس إقليم تشنجدونج (الذي يعني حرفيًا «غزوات الشرق») في كوريا. نُقِلَ أفراد العائلة المالكة في غوريو إلى دابو، وكان الكثير منهم متزوجين من منزل يوان الإمبراطوري. ونتيجة لهذا، كان الأمراء الذين أصبحوا ملوكًا على غوريو أثناء هذه الفترة من الأبناء الإمبراطوريين في حكم القانون. انتهت الحرب على اليوان في الخمسينات من القرن الماضي عندما بدأت أسرة يوان نفسها في الانهيار وبدأ الملك غونغمن ملك غوريو في دفع الحاميات المغولي إلى الوراء.

## تاريخ

### الغزوات المغولية
شنت الإمبراطورية المغولية عدة غزوات ضد كوريا في غوريو من عام 1231 حتى عام 1259. وكانت هناك ست حملات كبرى في أعوام: 1231، 1232، 1235، 1238، 1247، 1253؛ أما بين عامي 1253 و1258، فقد شنَّ المغول تحت قيادة الجنرال مونكو خان، جاليراتاي كوراشي، أربع غزوات مدمرة في الحملة الناجحة الأخيرة ضد كوريا، وبتكاليف هائلة على أرواح المدنيين في مختلف أنحاء شبه الجزيرة الكورية. وقد ضم المغول المناطق الشمالية من شبه الجزيرة الكورية بعد الاجتياحات في امبراطوريتهم كمقاطعات سانسيونغ ومقاطعات دونغنونغ. في شهر مارس من عام 1258، اغتيل الدكتاتور تشوي يو من قيادة غوريو العسكرية على يد كيم جون، وبذلك أنهى حكم دكتاتورية تشوي العسكرية في كوريا؛ وبعدها تمكن العلماء الذين أصروا على السلام مع منغوليا من اكتساب السلطة. وقد أرسل هذا الحزب مبعوثًا إلى المغول، وتم إبرام معاهدة سلام بين الامبراطورية المغولية ومملكة غوريو، التي نص جزء منها على أن تقبل كوريا تبعيتها إلى الإمبراطورية المغولية. ولقد نظَّم بعض المسئولين العسكريين الذين رفضوا الاستسلام تمرد سامبيولشو وشكلوا مقاومة في الجزر الواقعة قبالة الشاطئ الجنوبي لشبه الجزيرة الكورية.

### مابعد الكارثة
ظلت أسرة غوريو تحت حكم اليوان إلى أن بدأ الملك غونغمن في دفع لاحاميات المنغولية لليوان إلى الوراء في الخمسينيات من القرن الحالي، حين واجهت أسرة يوان التمرد الذي فرضته على انتفاضة العمامة الحمراء في الصين. وقد حاولت الإمبراطورة كي إلى جانب إيونوتش باك تنظيم انقلاب كبير في شمال الصين وغوريو. تعرضت غوريو لعواقب سلبية نتيجة لتصرفات إيونوتش باك. تدخلت الإمبراطورة كي في غوريو وأقحمت عائلتها مع عائلة غوريو الملكية؛ ثم في عام 1356 قام غونغمين بإجلاء أسرتها بالكامل. بحلول عام 1356 استعادت غوريو تحت حكم غونغمين الأراضي الشمالية المفقودة مثل مقاطعة سانسيونج التي وضعتها يوان تحت ولاية منشوريا التابعة لها. قام غونغمين أيضًا بصد غزو العمامة الحمراء ضد غوريو في عام 1360. ومع ذلك، حتى بعد طرد سلالة يوان من الصين عام 1368، مايزال بعض ملوك غوريو مثل الملك وو يفضلون حكم سلالة يوان، التي ماتزال تُعتبر قوة هائلة في منغوليا مثل سلالة يوان الشمالية، على سلالة مينغ الحاكمة التي أسستها مجموعة هان الإثنية الصينية. ثم تغير هذا مع الإطاحة بغوريو عام 1392 من قِبَل تايجو، ملك ومؤسس أسرة جوسون الحاكمة.